# Sheva Alomar
Pour les articles homonymes, voir Alomar.
Sheva Alomar est un personnage fictif de la série de jeux vidéo Resident Evil. Elle est l'un des protagonistes principaux de Resident Evil 5. Ce sont les mouvements de Karen Dyer qui ont été capturés pour la modéliser.